# Kalīlābād
Kalīlābād (persiska: كَليل آباد, کلیل آباد) är en ort i Iran.   Den ligger i provinsen Hamadan, i den nordvästra delen av landet, 300 km sydväst om huvudstaden Teheran. Kalīlābād ligger 1 656 meter över havet och antalet invånare är 543.
Terrängen runt Kalīlābād är platt söderut, men norrut är den kuperad.Runt Kalīlābād är det ganska tätbefolkat, med 104 invånare per kvadratkilometer. Närmaste större samhälle är Ţajar-e Sāmen, 16,8 km sydost om Kalīlābād. Trakten runt Kalīlābād består i huvudsak av gräsmarker.